# Emden Hauptbahnhof
Emden Hauptbahnhof is een spoorwegstation in de Duitse plaats Emden. Het huidige station werd in 1971 geopend, 2 kilometer ten westen van het oude station.

## Geschiedenis
De bouw van de spoorlijn naar Emden begon in 1852. Het eerste Emden hoofdstation werd geopend in 1854 als Hannöversche Bahnhof ongeveer twee kilometer ten oosten van het huidige station, ten noorden van Neuer Delft. De Pruisische Staatsspoorwegen noemde dit station Emden Süd. Op de plaats van de huidige hoofdstation lag de halte Larrelter Straße, vanaf 1935 Emden West.
Tijdens de Tweede Wereldoorlog leed de industrie- en havenstad Emden onder zware luchtaanvallen. Meerdere bommen beschadigde ook de stations van Emden zwaar. Na de oorlog werden de stationsgebouwen provisorisch hersteld en een provisorische hoofdstation gebouwd. Op 25 september 1971 werd het station Emden Süd gesloten en werden de noodgebouwen in hetzelfde jaar gesloopt. Behalve de noodperrons bleven bestaan. Het station Emden Süd diende vanaf toen als rangeerstation. De laatste gebouwen en sporen van het voormalige hoofdstation werden in 2006 gesloopt om ruimte te maken voor woningbouw.

## Aanleg van een nieuw hoofdstation
In 1971 begon de uitbreiding van station Emden West tot het nieuwe hoofdstation. Het nieuwe gebouw werd op 24 mei 1973 in gebruik genomen. Het station heeft één perron langs het hoofdgebouw en twee lange eilandperrons. Beide eilandperrons hebben een overkapping, echter die van spoor 5/6 is tweemaal zo lang als spoor 3/4. Vanwege de zwakke bodem in Emden is het kostbaar om een tunnel onder de sporen aan te leggen. Hierdoor is er een brug over de sporen aangelegd. Het station en het stationsplein werd met een nieuw busstation in de jaren 2005-2006 opnieuw ingericht. Naast het station zijn er nog een tal van opstelsporen. Het goederenvervoer wordt verwerkt op het rangeerstation van Emden, 1500 meter verderop.

## Treinverbindingen 2018
Het station wordt dagelijks bediend door zowel Intercity's als regionale treinen. Enkele treinen rijden naar station Emden Außenhafen in plaats van station Norddeich Mole. Deze treinen bieden vervolgens aansluiting op de veerboten naar Borkum. De volgende treinseries doen station Emden Hauptbahnhof aan:
| Serie | Treinsoort                       | Route | Bijzonderheden |
| ----- | -------------------------------- | --- | --- |
| IC 35 | Intercity (DB Fernverkehr)       | [ Norddeich Mole ] / [ Emden Außenhafen ] – Emden Hbf – Leer (Ostfriesl) – Papenburg (Ems) – Meppen – Lingen (Ems) – Rheine – Münster (Westf) Hbf – Recklinghausen Hbf – Gelsenkirchen Hbf – Oberhausen Hbf – Duisburg Hbf – Düsseldorf Hbf – Köln Hbf – Bonn Hbf – Remagen – Andernach – Koblenz Hbf – Bingen (Rhein) Hbf – Mainz Hbf – Worms Hbf – Mannheim Hbf – [ Karlsruhe Hbf – Offenburg – Donaueschingen – Singen (Hohentwiel) – Konstanz ] / [ Heidelberg Hbf – Vaihingen (Enz) – Stuttgart Hbf ] | Rijdt eenmaal per twee uur, op vrijdag en zaterdag rijdt er één trein vanaf Emden Hbf naar Konstanz. Op zondag rijdt er één trein vanaf Konstanz naar Emden Hbf. Enkele treinen van/naar Emden Außenhafen |
| IC 56 | Intercity (DB Fernverkehr)       | [ [ Norddeich Mole ] / [ Emden Außenhafen ] – Emden Hbf – Leer (Ostfriesl) – Oldenburg (Oldb) Hbf – Bremen Hbf – Hannover Hbf – Braunschweig Hbf ] / [ Warnemünde – Rostock Hbf – Bützow – Bad Kleinen – Schwerin Hbf – Ludwigslust – Wittenberge – Stendal Hbf ] – Magdeburg Hbf – [ Halle (Saale) Hbf – Leipzig Hbf ] / [ Brandenburg Hbf – Potsdam Hbf – Berlin Hbf – Berlin Ostbahnhof – Cottbus ] | Eén trein per dag vanaf Magdeburg Hbf naar Cottbus. Eén trein per dag vanaf Warnemünde. Tussen Norddeich Mole en Bremen Hbf worden ook plaatsbewijzen van het regionale verkeer geaccepteerd.             |
| RE 1  | Regional-Express (DB Regio Nord) | Hannover Hbf – Nienburg (Weser) – Verden (Aller) – Bremen Hbf – Delmenhorst – Hude – Oldenburg (Oldb) Hbf – Leer (Ostfriesl) – Emden Hbf – Norddeich Mole | Rijdt eenmaal per twee uur. |
| RE 15 | Regional-Express (Westfalenbahn) | (Emden Außenhafen – ) Emden Hbf – Leer (Ostfriesl) – Papenburg (Ems) – Meppen – Lingen (Ems) – Rheine – Münster (Westf) Hbf | Emsland-Express Enkele treinen van/naar Emden Außenhafen |

## Foto’s

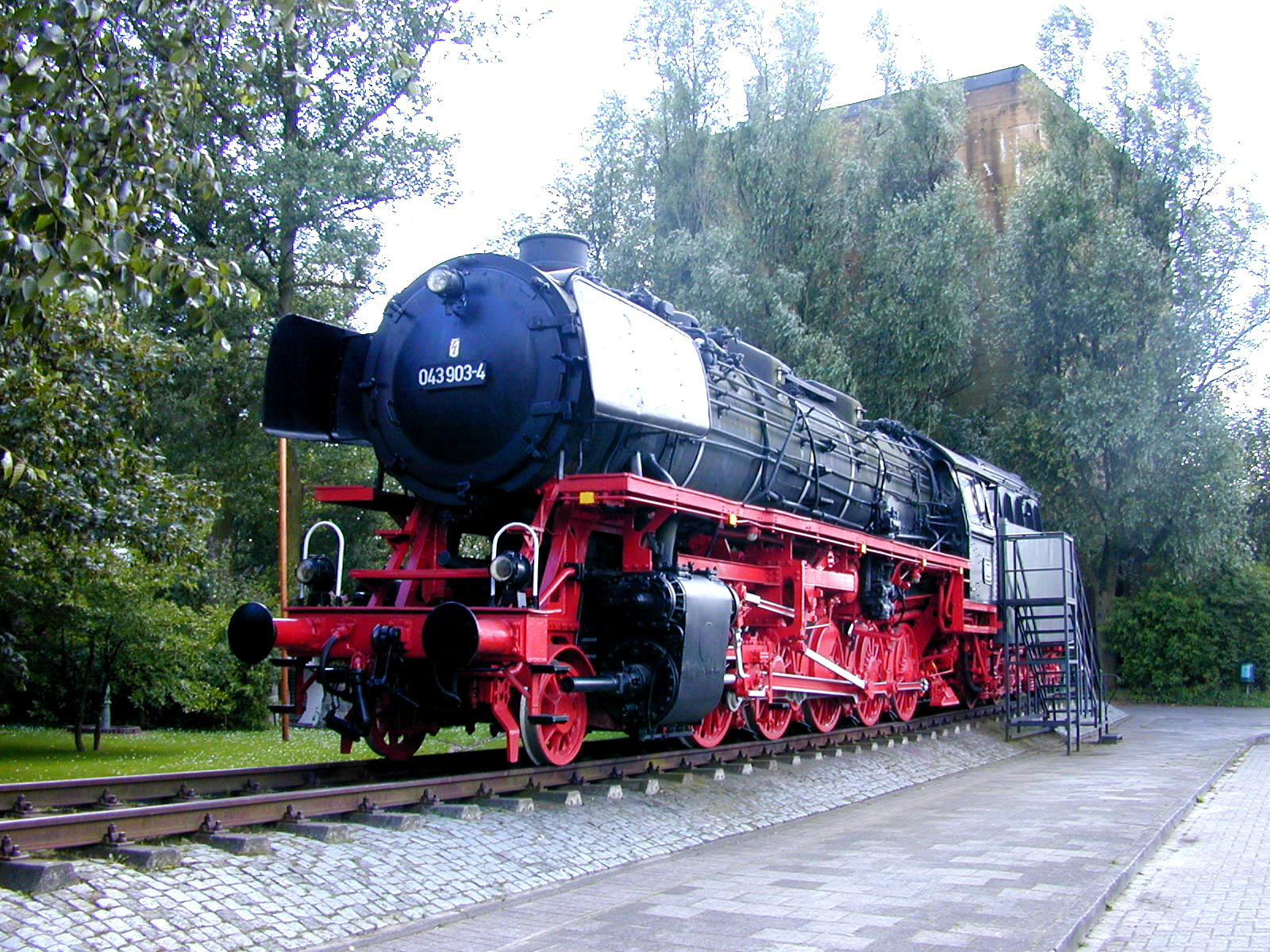
Monument locomotief 043 903-4 bij het station.